# مانوئلا لوتزه
مانوئلا لوتزه (آلمانی: Manuela Lutze؛ زادهٔ ۲۰ مارس ۱۹۷۴) قایقران روئینگ اهل آلمان بود.
از افتخارات وی میتوان به کسب مدال طلا قایقرانی روئینگ چهار نفره دو پارو در بازی‌های المپیک تابستانی ۲۰۰۰ و بازی‌های المپیک تابستانی ۲۰۰۴ اشاره کرد.